# Lake Waikareiti
Der Lake Waikareiti ist ein See in der Region Hawke’s Bay auf der Nordinsel von Neuseeland.

## Geographie
Der Lake Waikareiti befindet sich auf einer Höhe von 892 m in den Bergen rund 3 km nordwestlich der Ngamoko Range und rund 2,6 km nordöstlich des Lake Waikaremoana. Der See umfasst eine Fläche von 3,84 km² und dehnt sich über eine Länge von rund 3,3 km in Südwest-Nordost-Richtung aus. An seiner breitesten Stelle misst der See rund 2,1 km in Südsüdost-Nordnordwest-Richtung.
Gespeist wird der See von einigen, hauptsächlich von Norden kommenden Streams und seinen Abfluss findet der See an seiner südlichen Spitze über den Mangapuwerawera Stream.
In dem See befinden sich sechs unterschiedliche große Inseln, die da von West nach Ost gelistet wären:
- Motungarara Island – 0,6 Hektar
- Motutorutoru Island – 1,34 Hektar
- Te Kahaatuwai Island – 19,34 Hektar
- Te Arakoau Island – 1,63 Hektar
- Rahui Island – 25,49 Hektar
- Te Oneatuhu Island – 2,65 Hektar[1][3]

Auf der Insel Rahui Island befindet sich noch ein kleiner See in der Größe von rund 0,5 Hektar, der eine fast quadratische Form besitzt.

## Wanderwege
Zu dem See führt von der kleinen Siedlung Aniwaniwa, die am New Zealand State Highway 38 und der Bucht des Whanganuioparua Inlet des Lake Waikaremoana liegt, der Wanderweg des Lake Waikareiti Walk. Von der südlichsten kleinen Bucht lassen sich dann die Ostseite des Sees und die Nordseite erwandern. Der Wanderweg endet an der Sandy Bay Hut, die an der nordöstlichen, länglichen Bucht liegt, die sich Sandy Bay nennt. Gut 500 Meter vor der Hütte zweigt der Kaipo Lagoon Track nach Norden ab.